# NGC 6161
NGC 6161 (również PGC 58235 lub HCG 82C) – galaktyka spiralna (Sc), znajdująca się w gwiazdozbiorze Herkulesa. Odkrył ją Édouard Jean-Marie Stephan 30 czerwca 1870 roku. Należy do zwartej grupy galaktyk Hickson 82 (HCG 82).